# Paul Sereno
Paul Sereno (ur. 11 października 1957 w Aurorze w stanie Illinois w Stanach Zjednoczonych) – amerykański paleontolog, wykładowca w University of Chicago, współpracownik National Geographic. 

## Życiorys
Jego specjalnością są dinozaury – odkrył i opisał wiele nowych rodzajów, m.in.: afrowenatora, deltadroma, jobarię, suchomima i eoraptora – jednego z dwóch najwcześniejszych znanych dinozaurów. Podczas wykopalisk prowadzonych w północnej Afryce, m.in. w Nigrze, odnalazł niemal kompletny szkielet sarkozucha i pierwszą dobrze zachowaną czaszkę karcharodontozaura, na podstawie której opisał nowy gatunek – Carcharodontosaurus iguidensis. 14 sierpnia 2008 ogłoszono, że w październiku 2000 Sereno odnalazł na Saharze duże cmentarzysko, które wraz z archeologami badał przez osiem lat. Prowadził również prace w Ameryce Południowej.
Jest zwolennikiem implementacji zasad nomenklatury filogenetycznej i PhyloCode'u – założył internetową bazę danych TaxonSearch, zawierającą m.in. definicje filogenetyczne wszystkich ponadrodzajowych kladów archozaurów oprócz krokodyli, Neornithes i pterozauromorfów.

## Wybrane publikacje
Za Project Exploration
- P. C. Sereno. Phylogeny of the bird-hipped dinosaurs. „National Geographic Research”. 2 (3), s. 234–256, 1986. (ang.).
- P. C. Sereno, C. Rao. Early evolution of avian flight and perching: New Evidence from the Lower Cretaceous of China. „Science”. 255 (5046), s. 845–848, 1992. DOI: 10.1126/science.255.5046.845. (ang.).
- P. C. Sereno, F. E. Novas. The complete skull and skeleton of an early dinosaur. „Science”. 258 (5085), s. 1137–1140, 1992. DOI: 10.1126/science.258.5085.1137. PMID: 17789086. (ang.).
- P. C. Sereno, H. C. E. Larsson, Sidor, B. Gado. The giant crocodyliform Sarcosuchus from the Cretaceous of Africa. „Science”. 294 (31), s. 1516–1519, 2001. DOI: 10.1126/science.1066521. PMID: 11679634. (ang.).Sprawdź autora:3.
- PC Sereno, RN Martinez, JA Wilson, DJ Varicchio i inni. Evidence for Avian Intrathoracic Air Sacs in a New Predatory Dinosaur from Argentina. „PLoS ONE”. 3 (9), s. e3303, 2008. DOI: 10.1371/journal.pone.0003303. PMID: 18825273. PMCID: PMC2553519. (ang.).